# Arpaïs Du Bois
Arpaïs Du Bois, née en 1973 à Gand en Belgique, est une artiste belge. Dessinatrice et peintre, elle vit et travaille à Anvers en Belgique. Elle est représentée par Gallery Fifty One à Anvers.

## Œuvre
Ses dessins sur papier, réalisés dans des cahiers aux allures de journal, forment la part principale de son œuvre. Les associations de mots et d'images sont primordiales et très caractéristiques de son travail. L'importance du langage y est indéniable.
Le résultat est une transformation poétique d'un monde intérieur en conflit permanent avec la conscience très forte des influences du monde extérieur. 'Entre rêves, douleurs, craintes et euphorie passagère, ses dessins sont les témoins mais aussi les béquilles de l'artiste en ses moments de doute. "Du Bois voit, pense, sent, entend et laisse couler les suites de ses sensations sur le papier".
Ses toiles sont des commentaires retravaillés de dessins plus anciens. "Quand je tombe sur un dessin dont je pense que d'autres pourraient y ressentir quelque chose, je l'entraine et le transforme en peinture. J'ai déjà vécu toutes mes toiles, si l'on puis dire. Peindre est une aventure."
Arpaïs Du Bois a publié trois livres chez Toohcsmi, uitgevers à Gand ainsi qu'un ouvrage en collaboration avec le photographe japonais Masao Yamamoto chez Lannoo. Ces quatre ouvrages illustrent bien sa relation particulière aux livres et à la réalisation de livres. L'artiste entretient un blog journalier depuis 2008, "instant de jour et dessin d'un soir", sur lequel elle juxtapose une photo prise et un dessin fait ce jour-là.

## Publications
- Bundel Lichamen, Toohcsmi, 2001 (OCLC 716926604)
- Histoire, Imschoot, 2004
- Des illusions virgule, Toohcsmi, 2005 (OCLC 238892231)
- Where we met, Lannoo Publishers, 2011,  (ISBN 978-90-209-5788-4)
- Petit livre qui ne tient pas debout, Lannoo Publishers, 2013,  (ISBN 978-94-014-1102-8)
- Tout droit vers la fin en sifflotant, Hannibal Publishing, 2016,  (ISBN 978-94-9208-156-8)

## Principales expositions

### Expositions individuelles
- « faire partie des gens qui chantent », Gallery Fifty One, 2016-2017, Anvers
- « trouver un moyen d'habiter le monde », Museum Dr.Guislain, 2016, Gent
- « Par les bretelles », Gallery Fifty One, 2014, Anvers
- « Noyade sèche », Galerie van der Mieden, 2013, Bruxelles
- « Au manège défoncé », PAK, 2013, Gistel
- « Where they met - and further », avec Masao Yamamoto, Semina Rerum, 2012, Zürich
- « Face au(x deux) mur(s) », 2012, Hasselt
- « Where they met » avec Masao Yamamoto, 2012, Anvers, "Un regard romantique relie les deux artistes, ainsi que l'attention qu'ils portent aux petites choses de la vie, à ses subtilités"[4]
- « Trois cent quatre-vingt-onze, deux mille sept cent quarante huit », 2011, Anvers. 46 cahiers avec au total 2748 dessins, formant ensemble le journal d'un an plus 26 jours. Un miroir la reflétant en deux mille et quelques morceaux."[3]
- « Du corps au monde », 2010-2011, Kapellen
- « Le sauvetage de la grande béquille », 2008, Anvers
- « Petites graines de tous les jours », 2006, Prague
- « Histoire », 2004, Aulnay-sous-Bois, Paris
- « Mon rêve avait une jambe de bois », 2003, Asse

### Expositions collectives
- « Grote Prijs Ernest Albert », De Garage, 2016, Mechelen
- « Die van Aalst hedendaagse kunst uit privé-verzamelingen », curator Jan De Nys, 2016, Gent
- « The Central Periphery », (Antwerp Art Weekend), DE STUDIO, 2016, Antwerp
- « DRAWING FRONT », Drawing Centre Diepenheim, 2016 (NL)
- « (RE)VIEW », groupshow at CCHA, curated by René Geladé, 2015, Hasselt
- « The Pistil's Waltz », Groupshow at Gallery Fifty One, 2015, Antwerp
- « PAUL GEES & ARPAÏS DU BOIS » at EVA STEYNEN.DEVIATION(S), 2015, Antwerp
- « La fureur de vivre », La Brasserie, 2014, Foncquevillers (France)
- « Almanach », curateur Lorand Hegyi, Galerie Heike Curtze, 2014, Vienne (Autriche) et Galleria Alessandro Bagnai, 2014, Florence (Italie)
- « Oorlog en Trauma », Museum Dr.Guislain, 2013-2014, Gent
- « Crossing lines again », Workplace, 2013, Anvers
- « Quinta Essentia », Semina rerum, 2013, Zürich
- « Gratis toegang », St. Martinuspastorij, 2013, Westmalle
- « The golem-project », TINA-B, 2012, Prague
- « RAAK », avec entre autres Panamarenko, Johan Tahon, Koen Broucke,…, 2012, Gand (S.M.A.K.), Ostende (Mu.ZEE), et Heerlen (Pays-Bas) (SCHUNCK)
- « Tchip tchip », avec entre autres Philippe Vandenberg, Masahisa Fukase, Raphaël Buedts,…, 2012, Marchin
- « When will they finally see the power of drawing », 2010-2011, Anvers. Cette exposition fut accueillie comme 'Une exposition unique et de premier choix[5] dans laquelle sont réunis pour la première fois des dessins de 62 artistes de la scène belge contemporaine.' Et encore, comme le "revival du dessin"[6].
- « Drawing actions », 2009, Geel
- « Papier », 2007, Anvers
- « Tekeningen », 2004, Gent